# Wales (Maine)
Wales város az Amerikai Egyesült Államok Maine államában, Androscoggin megyében. Lakosainak száma 1608 fő (2020. április 1.).

## Népesség
A település népességének változása:

| 2010 | 1 616 |
| 2020 | 1 608 |